# Východní Český hřbet
Východní Český hřbet je geomorfologický podokrsek Krkonoš. Nachází se v jejich centrální části v severní části Královéhradeckého kraje v okresu Trutnov.

## Geomorfologie
Východní Český hřbet náleží do geomorfologického celku Krkonoš, podcelku Krkonošské hřbety a okrsku Český hřbet. Od jižněji položené Černohorské hornatiny ho oddělují Modrý a Dlouhý důl, od východněji položené Růžovohorské hornatiny Obří důl, na severu hranice se Slezským hřbetem kopíruje tok Bílého Labe a prochází náhorní planinou v prostoru Úpského rašeliniště, na západě jej od Západního Českého hřbetu odděluje řeka Labe. Hřbet se táhne východo-západním směrem a náleží do něj hřeben Kozích hřbetů a masívy Luční a Studniční hory. Hřbet se nachází na území Krkonošského národního parku.
| Geomorfologické členění Krkonoš                                                      | Geomorfologické členění Krkonoš | Geomorfologické členění Krkonoš                                                        |
| ------------------------------------------------------------------------------------ | ------------------------------- | -------------------------------------------------------------------------------------- |
| ČESKÁ VYSOČINA • Krkonošsko-jesenická subprovincie • Krkonošská oblast               |                                 |                                                                                        |
| KRKONOŠSKÉ HŘBETY                                                                    | Slezský hřbet                   | Západní Slezský hřbet (Vysoké kolo, 1510 m) Východní Slezský hřbet (Sněžka, 1603 m)    |
| KRKONOŠSKÉ HŘBETY                                                                    | Český hřbet                     | Západní Český hřbet (Kotel, 1435 m) Východní Český hřbet (Luční hora, 1556 m)          |
| KRKONOŠSKÉ ROZSOCHY                                                                  | Vilémovská hornatina            | Kapradnická hornatina (Bílá skála, 968 m) Rokytnická hornatina (Čertova hora, 1023 m)  |
| KRKONOŠSKÉ ROZSOCHY                                                                  | Vlčí hřbet                      | nečlení se (Vlčí hřeben, 1140 m)                                                       |
| KRKONOŠSKÉ ROZSOCHY                                                                  | Žalský hřbet                    | nečlení se (Mechovinec, 1081 m)                                                        |
| KRKONOŠSKÉ ROZSOCHY                                                                  | Černohorská hornatina           | Stráženská rozsocha (Zadní Planina, 1423 m) Černohorská rozsocha (Liščí hora, 1363 m)  |
| KRKONOŠSKÉ ROZSOCHY                                                                  | Růžohorská hornatina            | Růžohorská rozsocha (Růžová hora, 1396 m) Maloúpská rozsocha (Lysečinská hora, 1190 m) |
| KRKONOŠSKÉ ROZSOCHY                                                                  | Rýchory                         | nečlení se (Dvorský les, 1035 m)                                                       |
| VRCHLABSKÁ VRCHOVINA                                                                 | Janský hřbet                    | nečlení se (Zlatá vyhlídka S, 810 m)                                                   |
| VRCHLABSKÁ VRCHOVINA                                                                 | Lánovská vrchovina              | nečlení se (Sovinec, 765 m)                                                            |
| PROVINCIE • Subprovincie • Oblast / Celek / PODCELEK • Okrsek • Podokrsek • (vrchol) |                                 |                                                                                        |

## Vrcholy

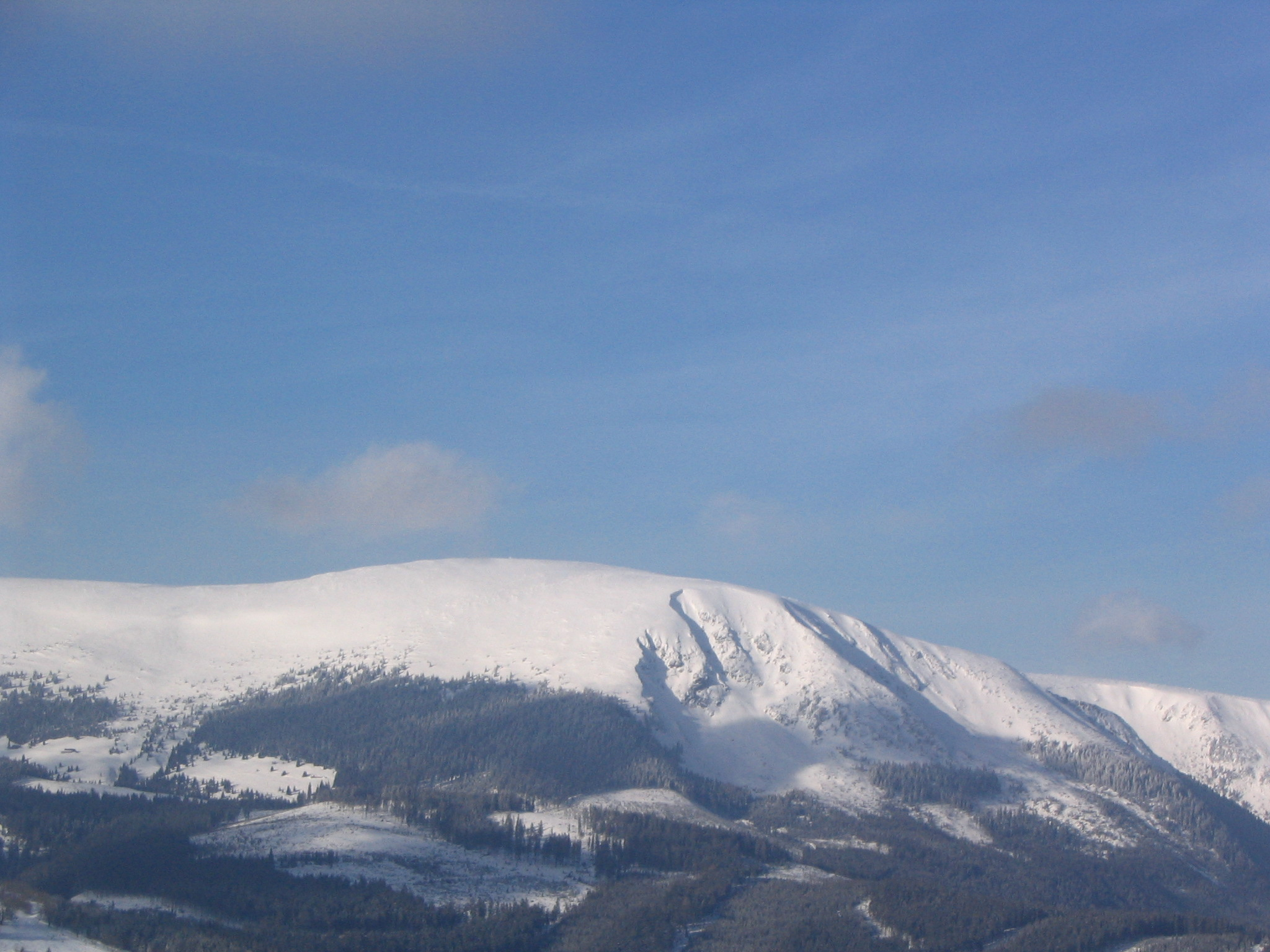
Studniční hora z jihu

Luční hora (1556 m) a Studniční hora (1555 m) ve východní části hřbetu jsou v pořadí druhou a třetí nejvyšší horou Krkonoš. Na o něco nižších Kozích hřbetech se nachází další trojice vrcholů - východní vrchol měří 1387 m, prostřední vrchol má 1318 m a západní zakončení tvoří Železný vrch (1321 m). Vrcholy mimo hlavní hřeben se na hřbetu nevyskytují.

## Vodstvo
Západní část hřbetu odvodňují levé labské přítoky Bílé Labe a Svatopetrský potok. Východní část pak řeka Úpa a její pravý přítok Modrý potok. Na severovýchodním okraji se nachází rozsáhlé rašeliniště, které je společnou zdrojnicí východně vytékající Úpy a západně vytékajícího Bílého Labe.

## Komunikace
Jedinou zpevněnou komunikací přecházející Východní Český hřbet je asfaltová neveřejná silnice spojující přes sedlo mezi Luční a Studniční horou Pec pod Sněžkou s Luční boudou, k jejímuž zásobování také primárně slouží. Kvalitnější lesní cesty se pak vyskytují již jen v nižších partiích Kozích hřbetů a Železné hory. Dvakrát přes hřeben přechází červeně značená turistická trasa. Přichází z Černé hory sledujíc výše zmíněnou komunikaci k Luční boudě a poté se stáčí a směřuje přes vyhlídku Krakonoš
do Špindlerova Mlýna.

## Stavby
Ve vrcholových partiích hřbetu se nevyskytují téměř žádné stavby. Ty, co zde jsou, jsou soustředěny do sedla mezi Luční a Studniční horou. U zde procházející komunikace stojí kamenná kaple vystavěná na památku Václava Rennera, která je dnes věnována obecně obětem hor. Ve druhé polovině třicátých let zde byla vybudována v rámci československého opevnění pětice objektů lehkého opevnění vz. 37, z nichž nejzápadnější je díky své nadmořské výšce 1527 metrů nejvýše položeným objektem opevnění v Česku. Kvůli dodávkám stavebního materiálu na výstavbu těchto a dalších již nevybudovaných objektů byla v letech 1937 a 1938 do sedla zřízena vojenská nákladní lanová dráha z Pece pod Sněžkou.